# Elaphidion spinicorne
Elaphidion spinicorne es una especie de escarabajo longicornio del género Elaphidion, tribu Elaphidiini, subfamilia Cerambycinae. Fue descrita científicamente por Drury en 1773.
Parte de la dieta se compone de plantas de la subfamilia Mimosoideae.

## Distribución
Se distribuye por Haití, Jamaica y Puerto Rico.